# Jari Puikkonen
Jari Markus Puikkonen (Lahti, 25 de junio de 1959) es un deportista finlandés que compitió en salto en esquí.
Participó en tres Juegos Olímpicos de Invierno, obteniendo tres medallas, bronce en Lake Placid 1980, en el trampolín grande individual, bronce en Sarajevo 1984, en el trampolín normal individual, y oro en Calgary 1988, en el trampolín grande por equipo (junto con Ari-Pekka Nikkola, Matti Nykänen y Tuomo Ylipulli).
Ganó nueve medallas en el Campeonato Mundial de Esquí Nórdico entre los años 1980 y 1989.

## Palmarés internacional
| Juegos Olímpicos   | Juegos Olímpicos             | Juegos Olímpicos  | Juegos Olímpicos |
| Año                | Lugar                        | Medalla           | Prueba           |
| ------------------ | ---------------------------- | ----------------- | ---------------- |
| 1980               | Lake Placid (Estados Unidos) | Medalla de bronce | TG individual    |
| 1984               | Sarajevo (Yugoslavia)        | Medalla de bronce | TN individual    |
| 1988               | Calgary (Canadá)             | Medalla de oro    | TG por equipos   |
| Campeonato Mundial |                              |                   |                  |
| Año                | Lugar                        | Medalla           | Prueba           |
| 1980               | Lake Placid (Estados Unidos) | Medalla de bronce | TG individual    |
| 1982               | Oslo (Noruega)               | Medalla de plata  | TN individual    |
| 1982               | Oslo (Noruega)               | Medalla de bronce | TG por equipos   |
| 1984               | Engelberg (Suiza)            | Medalla de oro    | TG por equipos   |
| 1984               | Sarajevo (Yugoslavia)        | Medalla de bronce | TN individual    |
| 1985               | Seefeld (Austria)            | Medalla de oro    | TG por equipos   |
| 1985               | Seefeld (Austria)            | Medalla de plata  | TG individual    |
| 1989               | Lahti (Finlandia)            | Medalla de oro    | TG individual    |
| 1989               | Lahti (Finlandia)            | Medalla de oro    | TG por equipos   |